# Apex Legends
Apex Legends är ett så kallat battle royale-spel utvecklat av Respawn Entertainment och utgivet av Electronic Arts. Spelet släpptes till Windows, Xbox One och PlayStation 4 den 4 februari 2019 utan något tidigare tillkännagivande eller information. 2021 släpptes spelet till Nintendo Switch.
Spelet går som många andra battle royale-spel ut på att ett visst antal spelare (i detta fall 60) släpps ut över en karta utan någon utrustning alls och får sedan leta utrustning som vapen och läkemedel i byggnader och hus som finns på kartan. Spelets mål är att eliminera sina fiender och sedan bli det slutliga laget kvar på kartan. Man spelar i lag om 2 (duo) eller 3 (trio). För att det inte ska bli alltför svårt att hitta sina fiender minskas den spelbara delen av kartan hela tiden tills endast en väldigt liten del av kartan är spelbar. 
Till skillnad från Fortnite, PUBG och H1Z1 finns det olika klasser som kallas legender. Dessa legender har tre olika egenskaper. En ultimat egenskap, en taktisk egenskap och en passiv egenskap. Från början fanns endast 8 legender men dessa har expanderats till 20 i och med att nya uppdateringar har lanserats. 6 av dessa är upplåsta från början medan de andra 14 måste låsas upp genom att spela spelet och komma upp i nivåer eller genom mikrotransaktioner. 
Till följd av att Respawn är skapare av både Apex Legends och ett annat populärt spel som heter Titanfall (släpptes första gången 2014) så kan Apex-spelare se flera inslag i Apex Legends som är hämtade från Titanfall, till exempel prickskyttegeväret Kraber-AP.